# Moira Orfei
Moira Orfei (născută Miranda Orfei; n. 21 decembrie 1931, Codroipo, Friuli-Veneția Giulia, Italia – d. 15 noiembrie 2015, Brescia, Italia) a fost o actriță și vedetă de televiziune italiană de origine romă. Ea a fost, de asemenea, considerată regina circului italian, folosind în aparițiile din arenă pseudonimul Moira degli elefanti. Fanii filmelor culte o cunosc din numeroasele filme peplum în care a apărut.

## Biografie
A crescut în familia care deținea compania de circ Circus Orfei și a devenit simbolul circului din Italia, dobândind o faimă internațională. În anul 1960 a fondat propria sa companie, Circus Moira Orfei. A apărut în arena circului în mai multe ipostaze: călăreață, artistă la trapez, acrobată, dresoare de elefanți și de porumbei.
Imaginea ei excesiv de veselă oglindea personalitatea sa excentrică și exuberantă. Dino De Laurentiis a fost cel care i-a propus să-și schimbe numele din Miranda în Moira. De atunci, chipul ei a devenit cunoscut prin trăsăturile sale neschimbate: machiajul consistent, ochii evidențiați cu creionul dermatograf, ruj strălucitor, o aluniță accentuată deasupra buzei, părul strâns sub un turban. Panouri promoționale în care apărea chipul ei au fost amplasate în fiecare oraș în care circul se oprea. Ea a devenit, de asemenea, actriță de film, jucând în peste patruzeci de filme, de la comedii la filme peplum (inclusiv numeroase filme polițiste italiene).

## Viața personală
Părinții ei au fost Riccardo Orfei și Violetta Arata. S-a căsătorit cu Walter Nones în 1961 și au avut doi copii: Stefano Orfei și Lara Orfei.

## Moartea
Moira Orfei a suferit un accident vascular cerebral ischemic la 4 august 2006, în timpul unei emisiuni organizate în Gioiosa Ionica. S-a aflat timp de nouă ani sub îngrijiri medicale până când a murit din cauze naturale în 15 noiembrie 2015, la Brescia, Italia.

## Filmografie parțială
- Under Ten Flags (1960) - Naufraga
- Gli amori di Ercole (1960) - Némée
- Queen of the Pirates (1960) - Jana, fata pirat
- Ti aspetterò all'inferno (1960) - Anouk
- The Giants of Thessaly (1960) - Atalanta (nemenționată)
- Ursus (1961) - Attea
- Atlas in the Land of the Cyclops (1961) - țăranca (nemenționată)
- Revenge of the Conquered (1961) - Edmea
- Mole Men Against the Son of Hercules (1961) - regina Halis Mojab
- Armas contra la ley (1961)
- Ursus in the Valley of the Lions (1961) - Diar
- Rocco e le sorelle (1961)
- Che femmina!! E... che dollari! (1961)
- Kerim, Son of the Sheik (1962) - Zahira
- I tromboni di Fra' Diavolo (1962) - Carolina
- Gli italiani e le donne (1962) - Claudia Caracci (segmentul „L'Abito non fa il Monaco”)
- Re Manfredi (1962) - Grenda
- Toto vs. the Four (1963) - Signora Fiore (nemenționată)
- Divorzio alla siciliana (1963) - Marisa Ciorcioli
- The Monk of Monza (1963) - Sora Virginia, călugărița din Monza
- Zorro contro Maciste (1963) - Malva
- The Beast of Babylon Against the Son of Hercules (1963) - Ura
- Toto and Cleopatra (1963) - Ottavia
- Terror of the Steppes (1964) - Malina
- The Triumph of Hercules (1964) - vrăjitoarea Pasiphae
- The Two Gladiators (1964) - Marzia
- Revolt of the Praetorians (1964) - Artamne
- Ercole, Sansone, Maciste e Ursus gli invincibili (1964) - Dalila
- I due mafiosi (1964) - Claudette
- Fire Over Rome (1965) - Poppaea
- Casanova 70 (1965) - Santina
- Two Sergeants of General Custer (1965) - Baby O'Connor
- How We Got Into Trouble with the Army (1965) - Taide
- The Birds, the Bees and the Italians (1966) - Giorgetta Casellato
- Due mafiosi contro Al Capone (1966) - Rosalia
- Im Nest der gelben Viper - Das FBI schlägt zu (1966)
- Creola, ochii-ți ard ca flacăra (1968) - Adelaide
- Scent of a Woman (1974) - Mirka
- Paolo il freddo (1974) - ea însăși
- Dracula in the Provinces (1975) - Bestia Assatanata
- Arrivano i bersaglieri (1980)
- Pin il monello (1982) - ea însăși
- Viaggio di nozze in giallo (1990)
- Vacanze di Natale '90 (1990) - Gloria
- Natale in India (2003) - ea însăși

## Legături externe
- Site web oficial
- Moira Orfei la Internet Movie Database